# × Borzicana
× Borzicana là một chi xương rồng đơn loài thuộc họ Xương rồng bao gồm các giống lai giữa Borzicactus và Matucana. Loài duy nhất thuộc họ này là × Borzicana  mirabilis, một loài lai tự nhiên giữa Borzicactus fieldianus × Matucana haynei.

## Phân bố
× Leucomoza mirabilis được tìm thấy ở Arequipa, Perú.